# Johi (Pakistan)
Johi (en ourdou : جوہی) est une ville pakistanaise située dans le district de Dadu, dans le nord de la province du Sind. C'est la cinquième plus grande ville du district. 
Elle est située à près de vingt kilomètres à l'ouest de Dadu. Elle se trouve par ailleurs non loin de la frontière avec la province du Baloutchistan et des montagnes du Kirthar.
On trouve dans la ville le temple hindou Shiva Mandir, construit en 1850. 
La population de la ville a été multipliée par plus de six entre 1972 et 2017, passant de 4 522 habitants à 29 031. Entre 1998 et 2017, la croissance annuelle moyenne s'affiche à 2,5 %, semblable à la moyenne nationale de 2,4 %. Selon le recensement de 2023, la population de la ville monte à 40 086 habitants.
La ville est essentiellement sindie, puisque plus de 99 % des habitants en parlent la langue.
Essentiellement musulmane, la ville inclut une petite minorité hindoue, comptant presque 200 fidèles.
Le taux d'alphabétisation de la ville s'élève à 53 % en 2023 (contre une moyenne nationale de 61 %), dont 63 % pour les hommes et 43 % pour les femmes.
|            | 1972 (rec.) | 1981 (rec.) | 1998 (rec.) | 2017 (rec.) | 2023 (rec.) |
| ---------- | ----------- | ----------- | ----------- | ----------- | ----------- |
| Population | 4 522       | 6 386       | 17 997      | 29 031      | 40 086      |